# 拉吉德·塔塔里
拉吉德·艾哈迈德·塔塔里（阿拉伯語：رغيد أحمد الططري，1954年12月25日—）是叙利亚前军事飞行员，被认定为该国服刑时间最长的政治犯。1981年拒绝参与哈马轰炸行动并逃亡约旦，被迫返回敘利亞后遭情报部门逮捕。此后在阿萨德政权管辖的多所监狱中监禁近43年，最终于2024年12月8日获释，而當天是阿薩德政權垮台的日子。

## 早年生活
拉吉德·塔塔里1954年12月25日出生于大马士革，父亲为叙利亚人，母亲是具有切尔克斯血统的叙利亚人。其家族渊源使其成为著名叙利亚切尔克斯裔伊斯兰学者贾瓦德·赛义德·采伊的表亲。1972年，塔塔里考入叙利亚空军飞行学院，1975年顺利毕业，其后在多支空军飞行中队服役。

## 逮捕和审判
1980年，拉吉德·塔塔里因拒绝与战友参与哈马轰炸行动而遭军事法庭起诉。尽管最终无罪释放，他仍被开除军籍。此后，塔塔里在约旦居住了八个月，随后前往埃及申请政治庇护，但申请最终被拒。1981年，埃及总统萨达特遇刺引发的政局动荡后，他被迫返回叙利亚。随后，塔塔里及其同伙被空军情报局逮捕并长期拘留。此后数年，他与妻子及所有亲友彻底失联。

## 监禁
拉吉德·塔塔里在监禁期间辗转多所军事监狱：先于梅泽赫监狱服刑三年，后在泰德穆尔监狱囚禁十六年，最终在赛德纳亚监狱关押十一年。2011年叙利亚革命爆发后，当局强化镇压政策，大规模逮捕示威者并重组囚犯结构。此间大量激进伊斯兰分子获释，塔塔里却被转移至阿德拉民事监狱。因监禁条件恶劣，他拒绝穿着该监狱强制规定的囚服，遭到禁止家属探视的惩罚。在漫长的监禁岁月中，塔塔里展现出非凡的艺术天赋：利用面包屑、糖粒、柠檬酸与橄榄籽等材料创作精细雕塑，更组织囚犯参与国际象棋比赛——棋盘以布料绘制，棋子则由面团捏制而成。
赛德纳亚监狱在押者与失踪者协会认定其为全球服刑时间最长的政治犯。其子瓦埃尔·塔塔里（Waël al-Tatari）出生于父亲入狱后，在加拿大难民身份期间持续发起释放父亲的运动，直至2005年才得首次父子相见。
2024年12月8日，叙利亚反对派武装控制大马士革后，塔塔里终获自由，总计囚禁达43年。